# ¡El pueblo unido, jamás será vencido!
¡El pueblo unido, jamás será vencido! (на испански: El pueblo unido, jamás será vencido – Обединеният народ никога няма да бъде победен) е крилата фраза и заглавие на чилийска песен, композирана от Серхио Ортега.
Той е автор и на друга много популярна песен – „Венсеремос“.
Написана е през юни 1973 година, по време на мандата на Салвадор Алиенде, който е свален и убит от военната хунта през септември 1973 година. Песента става символ на протеста срещу режима на Пиночет и малко по-късно става популярна по цяла Латинска Америка. След това тя е преведена на много езици и използвана при много протестни акции. В Иран през 1979 година е използвана от противниците на монархията.
Освен песен, това е и лозунг, крилата фраза, употребявана на демонстрации и протести. През 2011 година движението Окупирай Уол Стрийт също я скандира по време на шествия.